# Kultura Komsa
Kultura Komsa (Komsakulturen) byla mezolitická kultura lovců a sběračů, která se rozvíjela v období 10 000 př. n. l. v severním Norsku, zhruba v oblasti Finnmark. Nazvána je podle zdejší hory Komsa, kde byly nalezeny první pozůstatky. Stalo se tak roku 1925, díky činnosti archeologa Anderse Nummedala, který jako první kulturu také definoval. Vedly se ovšem dlouhé odborné diskuse, zda lze hovořit o samostatné kultuře, zda nejde jen o pobřežní variantu kultury Fosna. Rozdíl mezi oběma kulturami je zřejmý v kamenných nástrojích, které jsou v kultuře Komsa mnohem hrubší. Někdy je ale tento rozdíl připisován nedostatku pazourku. Archeologické důkazy naznačují, že kultura Komsa byla téměř výlučně orientovaná na moře, její příslušníci se živili hlavně lovem tuleňů. Byli také schopnými staviteli lodí a rybáři. Dnes nejvíce zastávaným názorem je, že kultura má kořeny v ahrensburgienské kultuře severozápadní Evropy, odkud došlo na konci poslední doby ledové k nejstaršímu osídlení severonorského pobřeží.